# Сухомлин, Кирилл Васильевич

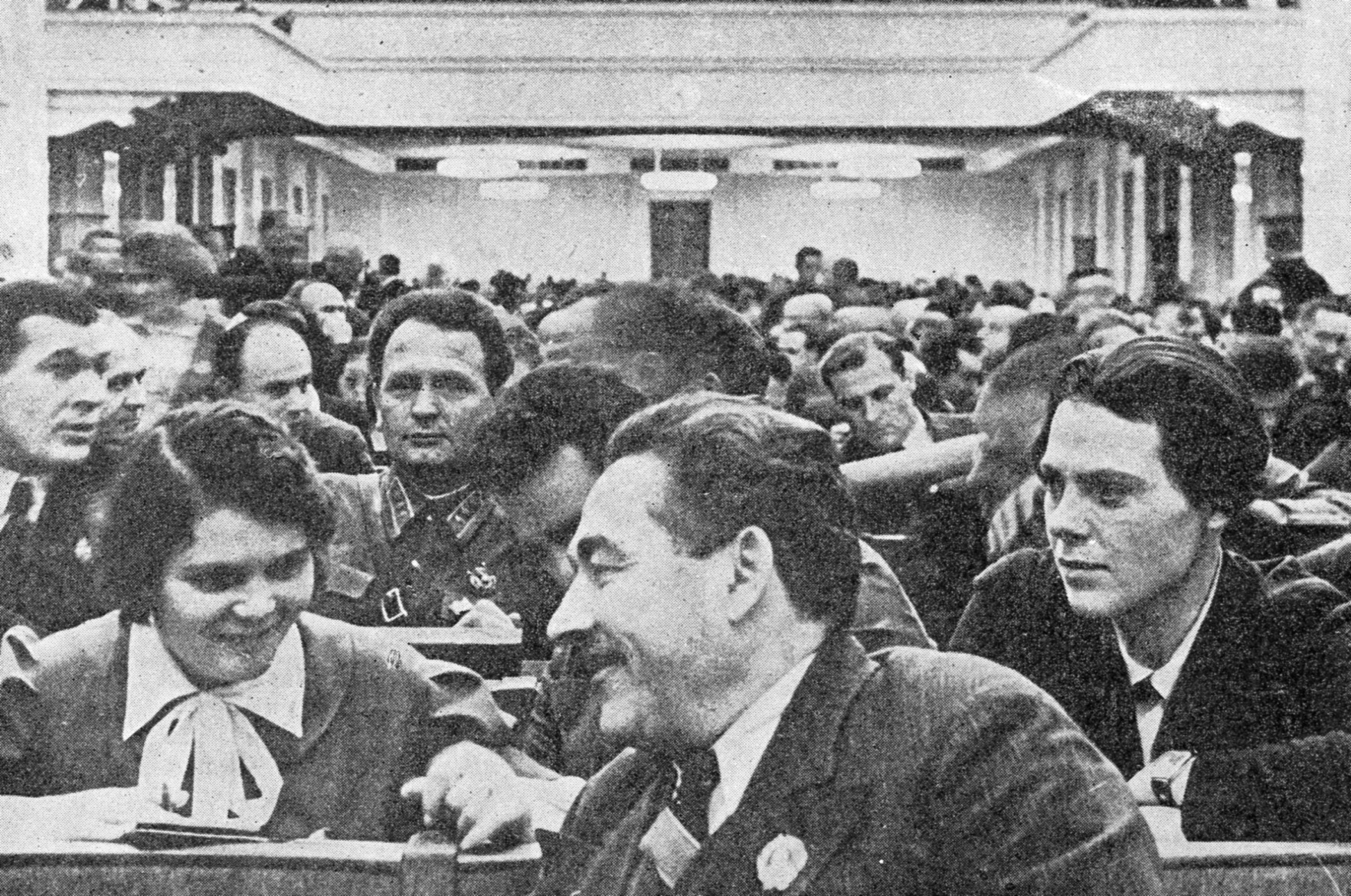
К. В. Сухомлин на Чрезвычайном VIII съезде Советов в Москве, ноябрь 1936 г.

Кирилл Васильевич Сухомлин (1886 — 26 августа 1938) — государственный и партийный деятель УССР.

## Биография
Родился в селе Краснополье (Коропского района Черниговской области).
Отец, Василий Семенович (1858—1918) работал батраком у местного землевладельца, разнорабочим на Криворожье, Донбассе, кирпичном заводе в Одессе. В 1904 году уехал на заработки на Дальний Восток, где работал в депо, затем на станциях Борзя и Харнор (Маньчжурия).
Мать, Васса Филипповна (1866—1951), похоронена в Харькове).
В семье Сухомлиных было три дочери и два сына. Младшая, Евдокия (1908 года рождения) впоследствии работала в Управлении Южной железной дороги. Старшая сестра, Марфа (1890 года рождения) прожила всю жизнь на селе. Средняя сестра, Мария (1904 года рождения) жила в Харькове. Брат Александр (1900 года рождения) работал на Дальнем Востоке, куда семья Сухомлиных переехала в 1909 году.
Сам Кирилл Сухомлин начал работать в 13 лет батраком, потом — рабочим на одесских заводах.
С августа 1904 года — слесарь в депо на станции Маньчжурия.
Член ВКП(б) с 1905 года.

## При Советской власти
В декабре 1917 года — большевистский партийный функционер на Забайкальской железной дороге.
В 1921 вернулся на Украину, находился на хозяйственной и государственной работе (на постах наркома труда, председателя Высшего Совета Народного Хозяйства УССР, наркома промышленности, председателя Госплана УССР и заместителя председателя Совнаркома УССР). При его непосредственном участии разработан Генеральный план развития угольной промышленности Донбасса, строились Днепрогэс, Азовсталь, Харьковский тракторный завод и тому подобное.
Был членом Политбюро Компартии Украины, членом ЦК ВКП(б).
В конце октября 1932 назначен ответственным за выполнение хлебозаготовок в Винницкой области.
Депутат Верховного Совета СССР 1 созыва.
Арестован 4 июня 1938 года. Убит в тюрьме НКВД.